# Anni 0 a.C.
Gli anni 0 a.C. sono il decennio che comprende gli anni dal 9 a.C. al 1 a.C. inclusi.
Poiché nella cronologia ordinaria non esiste l'anno 0 (né a.C. né d.C.), questo decennio dura in realtà 9 anni.

## Personaggi
- Probabilmente tra il 7 e il 4 a.C., a Betlemme o a Nazaret[1] nasce Gesù [2].

## Nati
- Plauzia Urgulanilla,  romana

- 15 gennaio - Liu Xiu, imperatore cinese († 57)4 a.C.
- Lucio Anneo Seneca, filosofo, drammaturgo e politico romano († 65)3 a.C.
- 24 dicembre - Galba, imperatore romano († 69)1 a.C.

- Tolomeo di Mauretania, sovrano berbero († 40)

## Morti
- Druso maggiore, militare e politico romano (n. 38 a.C.)
- Tasciovano, re britanno8 a.C.
- 27 novembre - Quinto Orazio Flacco, poeta romano (n. 65 a.C.)
- Liu Xiang, scrittore cinese (n. 79 a.C.)
- Gaio Cilnio Mecenate, politico romano (n. 68 a.C.)
- Polemone I del Ponto, sovrano7 a.C.

- Alessandro, principe (n. 35 a.C.)
- Aristobulo, principe (n. 31 a.C.)
- Dionigi di Alicarnasso, storico greco antico (n. 60 a.C.)
- Geumwa di Buyeo, re coreano
- Han Chengdi, imperatore cinese (n. 51 a.C.)
- Vipsania Polla, nobildonna romana

- Deiotaro Filadelfo, re5 a.C.
- Curia, romana (n. 60 a.C.)
- Ferora, principe4 a.C.
- Antipatro, principe
- Maltace, sovrana
- Marco Tullio Tirone, scrittore romano (n. 103 a.C.)3 a.C.
- Mummia Acaica, nobildonna romana (n. 35 a.C.)2 a.C.
- Iullo Antonio, politico romano (n. 45 a.C.)
- Fraate IV, sovrano1 a.C.
- Han Aidi, imperatore cinese (n. 27 a.C.)